# Wilhelm von Gloeden
Wilhelm Iwan Friederich August von Gloeden, född 16 september 1856 i närheten av Wismar, död 16 februari 1931 i Taormina på Sicilien, var en tysk (mecklenburgsk) baron och fotograf verksam i Italien.
Wilhelm von Gloeden föddes 1856 i en förmögen familj. På grund av sjuklighet flyttade han i tjugoårsåldern till orten Taormina på Sicilien, dit hans syster senare också kom att flytta. Han reste mycket i Italien, och besökte vid ett tillfälle sin släkting, fotografen Wilhelm von Plüschow, i Neapel. Plüschow lärde sin släkting fotografi, vilket tillsammans med brist på pengar och en kamera i gåva ledde von Gloeden till att år 1889 själv börja arbeta som fotograf och sälja vykort med Siciliens landskap och byggnader, samt ta porträtt på lokalbefolkningen. Dock kom han att arbeta mycket med aktstudier av pojkar och unga män boende i Taormina, vilka senare blev uppskattade samlarobjekt. Dessa innehöll ofta antika motiv. Lokalbefolkningen hade lättare att acceptera hans homosexualitet då han var frikostig och gav mycket betalt till sina modeller. Efter hans död 1931 förstördes en stor del av hans glasplåtsnegativ, eftersom de stämplades som pornografi av de italienska fascistiska myndigheterna. När de efter andra världskriget gavs tillbaka till förvaltarna av hans verk återstod endast några hundra av hans från början tusentals fotografier.

## Galleri

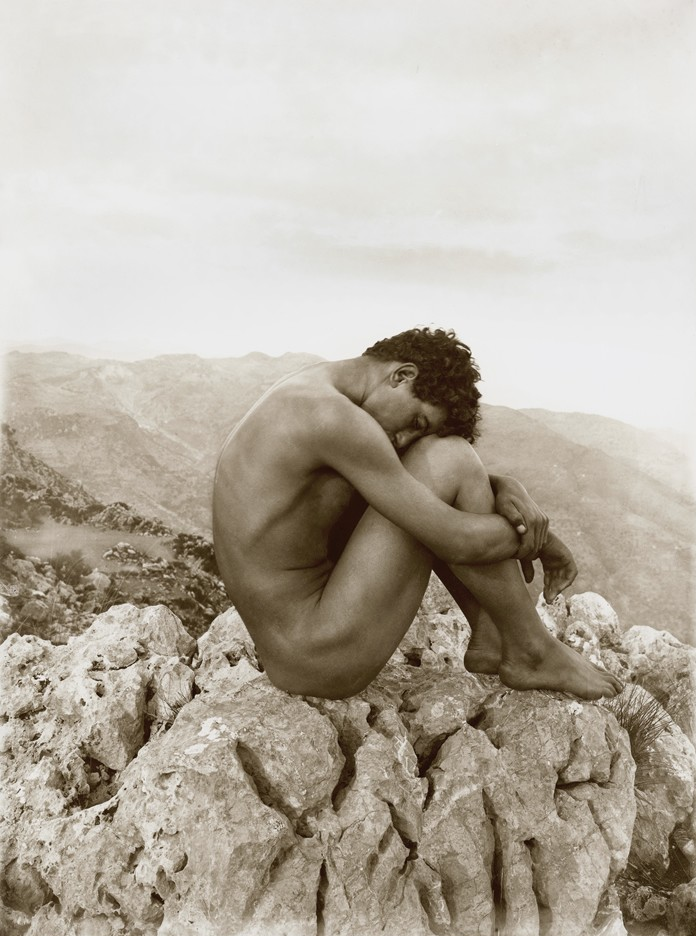
Caino, ca 1902
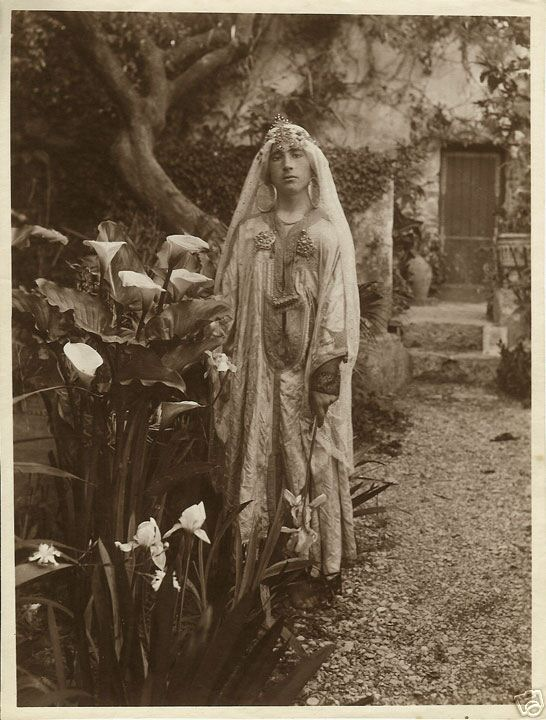
pojke utklädd till odalisk i von Gloedens trädgård, 1914
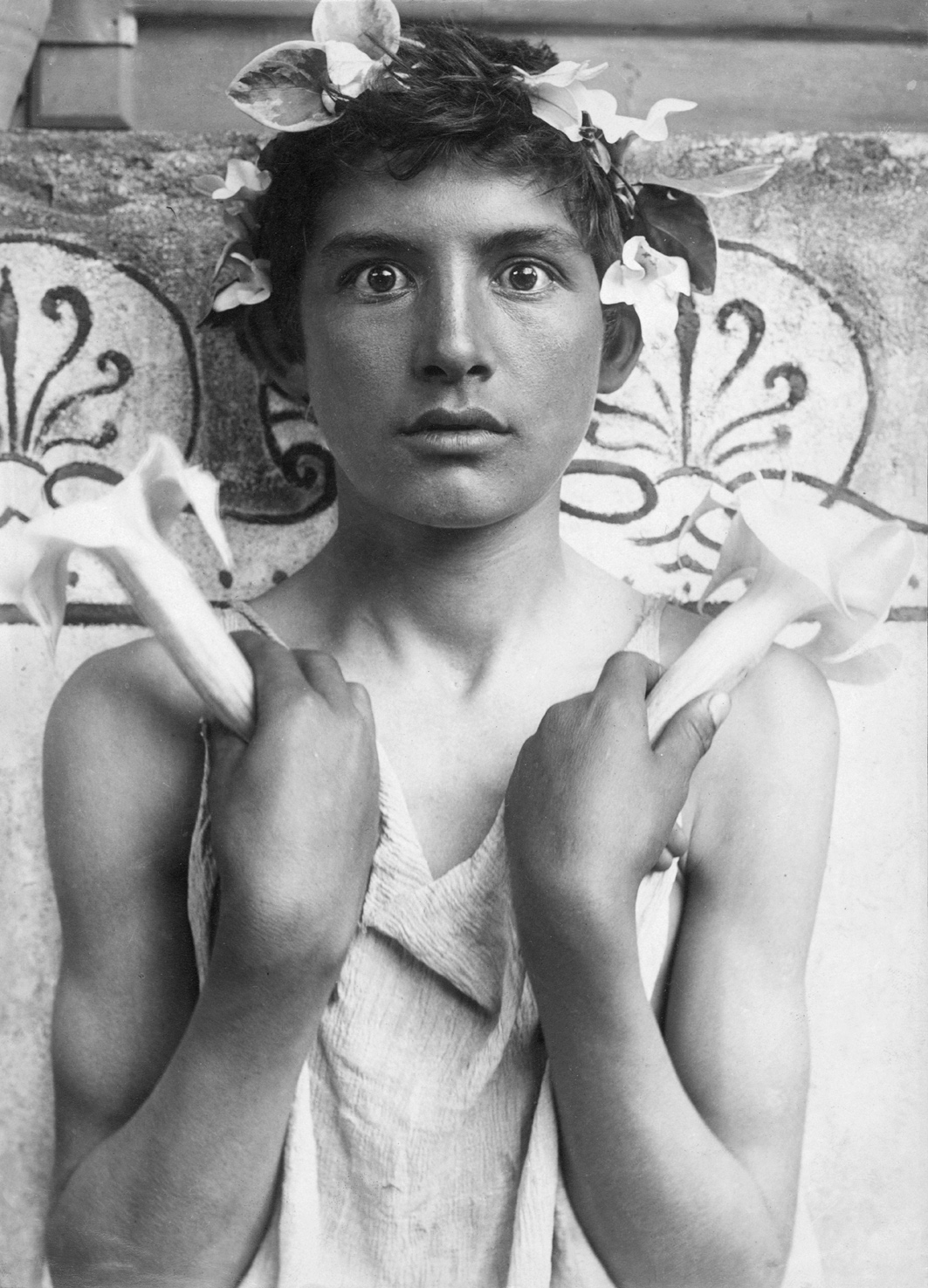
Hypnos, ca 1900
självporträtt i arabisk klädsel, 1890-tal